# A10 (Kroatië)
De A10 is een snelweg gelegen in het zuiden van Kroatië. De snelweg vormt een verbinding tussen de Bosnische snelweg A-1 en de Kroatische snelweg A1. De snelweg is 4,6 km lang en daarmee de kortste snelweg van het land. De A10 werd geopend in het einde van 2013. De A10 is belangrijk voor het doorgaande verkeer van Hongarije over Bosnië-Herzegovina naar de havenstad Ploče en is onderdeel van de E73
A1 · A2 · A3 · A4 · A5 · A6 · A7 · A8 · A9 · A10 · A11 · A12 · A13